# 9ª edizione dei Directors Guild of America Award
La 9ª edizione dei Directors Guild of America Award si è tenuta nel corso del 1957 e ha premiato il migliore regista cinematografico e televisivo del 1956.

## Cinema
- George Stevens – Il gigante (Giant)
- Michael Anderson – Il giro del mondo in 80 giorni (Around the World in 80 Days)
- John Ford – Sentieri selvaggi (The Searchers)
- Alfred Hitchcock – La congiura degli innocenti (The Trouble with Harry)
- John Huston – Moby Dick, la balena bianca (Moby Dick)
- Nunnally Johnson – L'uomo che capiva le donne (The Man Who Understood Women)
- Henry King – Carousel
- Walter Lang – Il re ed io (The King and I)
- Joshua Logan – Fermata d'autobus (Bus Stop)
- Daniel Mann – La casa da tè alla luna d'agosto (The Teahouse of the August Moon)
- Carol Reed – Trapezio (Trapeze)
- Robert Rossen – Alessandro il Grande (Alexander the Great)
- Roy Rowland – Donne... dadi... denaro! (Meet Me in Las Vegas)
- George Sidney – Incantesimo (The Eddy Duchin Story)
- King Vidor – Guerra e pace (War and Peace)
- Robert Wise – Lassù qualcuno mi ama (Somebody Up There Likes Me)
- William Wyler – La legge del Signore (Friendly Persuasion)

## Televisione
- Herschel Daugherty – General Electric Theater per l'episodio The Road That Led Afar
- George Archainbaud – 77º Lancieri del Bengala (Tales of the 77th Bengal Lancers) per l'episodio The Traitor
- Robert Florey – The Joseph Cotten Show per l'episodio The De Santre Affair
- Norman Foster – Letter to Loretta per l'episodio The Cardinal's Secret
- Lesley Selander – Lassie per l'episodio Friendship
- Robert Stevens – Alfred Hitchcock presenta (Alfred Hitchcock Presents) per l'episodio Mai più (Never Again)

## Premi speciali

### Premio D.W. Griffith
- King Vidor

### Premio per il membro onorario
- Donald Crisp